# Herbert Pepper
Herbert Pepper est un auteur-compositeur français, né le 14 novembre 1912 à Brest et mort le 22 février 2000 à Châteauneuf-Grasse. Il est le principal compositeur de l'hymne national du Sénégal et celui du Centrafrique.